# رابرت اچ. پلانک
رابرت اچ. پلانک (انگلیسی: Robert H. Planck؛ ‏ ۱۹ اوت ۱۹۰۲ – ۳۱ اکتبر ۱۹۷۱) فیلم‌بردار اهل ایالات متحده آمریکا بود.
از فیلم‌هایی که وی در آن‌ها نقش داشته‌است، می‌توان به لی‌لی، زنان کوچک، سه تفنگدار و لنگرها را بکشید اشاره نمود که بابت فیلمبرداری هر چهار فیلم، نامزد چهار جایزه اسکار بهترین فیلم‌برداری شد.